# Chen Duling
Chen Duling (caratteri cinesi: 陈都灵; Xiamen, 13 ottobre 1993) è un'attrice e cantante cinese, conosciuta principalmente per le serie di iQiyi e distribuita internazionalmente da Rakuten Viki Another Me (2019), remake del film del 2016 Soul Mate e tratta dall'omonimo romanzo di Anni Baobei.

## Biografia e carriera
Nata nella provincia cinese del Fujian, Chen Duling è laureata in Elettromeccanica all'Università di Aeronautica e Astronautica di Nanchino.
Il suo primo ruolo da attrice protagonista è stato anche il suo primo film, la pellicola di formazione The Left Ear (2015), diretta da Alec Su.

## Filmografia

### Cinema
| Anno | Titolo internazionale | Titolo cinese    | Ruolo           | Note   |
| ---- | --------------------- | ---------------- | --------------- | ------ |
| 2015 | The Left Ear          | 左耳             | Li Er           |        |
| 2017 | Inference Notes       | 推理笔记         | Xia Zao'an      | [ 8 ]  |
| 2017 | Namiya                | 解忧杂货店       | giovane Qianmei | [ 9 ]  |
| 2018 | Dream Breaker         | 破梦游戏之不醒城 | Jiang Han       | [ 10 ] |
| 2019 | The Twins             | 双生             | Tao             | [ 11 ] |
| TBA  | New Year's Eve        | 새해전야         | Yao Lin         | [ 12 ] |
| TBA  | Trident               | 三叉戟           | Xiao Xue        | [ 13 ] |
| TBA  | Hu Xiao Guan Ling     | 虎啸关岭         | Jin'er          | [ 14 ] |
| TBA  | No. 9 Uniform         | 9号球衣          |                 | [ 15 ] |

### Televisione
| Anno | Titolo internazionale | Titolo cinese  | Ruolo        | Rete televisiva   | Note   |
| ---- | --------------------- | -------------- | ------------ | ----------------- | ------ |
| 2015 | Seventeen Blue        | 会痛的17岁     | Li Wanying   | Youku             | [ 16 ] |
| 2017 | Operation Love        | 求婚大作战     | Ji Tiantian  | Dragon Television | [ 17 ] |
| 2018 | Myth of Sword         | 鸣鸿传         | Wang Shishi  | iQiyi             | [ 18 ] |
| 2019 | Another Me            | 七月与安生     | Lin Qiyue    | iQiyi             | [ 19 ] |
| 2020 | Winter Begonia        | 鬓边不是海棠红 | Sheng Ziqing | iQiyi             | Cameo  |
| 2020 | Invisible Life        | 这就是生活     | Ye Xiaobai   | Hunan Television  | [ 21 ] |
| 2021 | Love in Flames of War | 良辰好景知几何 | Lin Hangjing | Youku             | [ 22 ] |
| 2021 | Song of Youth         | 玉楼春         | Sun Youde    | Youku             | [ 23 ] |
| 2021 | Huan Xi Sha           | 浣溪沙         | Zheng Dan    | Youku             | [ 24 ] |

### Documentari
| Anno | Titolo internazionale | Titolo cinese | Note   |
| ---- | --------------------- | ------------- | ------ |
| 2017 | Amazing China         | 厉害了我的国  | [ 25 ] |

### Varietà
| Anno | Titolo internazionale | Titolo cinese | Ruolo                 | Note   |
| ---- | --------------------- | ------------- | --------------------- | ------ |
| 2018 | Perhaps Love          | 如果爱        | Membro fisso del cast | [ 26 ] |

## Discografia
| Anno | Titolo internazionale | Titolo cinese | Album                         | Note                                                                             |
| ---- | --------------------- | ------------- | ----------------------------- | -------------------------------------------------------------------------------- |
| 2019 | "Qiyue and Ansheng"   | 七月与安生    | Colonna sonora di Another Me  | con Shen Yue                                                                     |
| 2019 | "My Motherland and I" | 我和我的祖国  | Qing Chun Wei Zu Guo Er Chang | [ 28 ]                                                                           |
| 2019 | "Starry Sea"          | 星辰大海      |                               | per il Progetto Giovani Attori di China Movie Channel con 31 attori partecipanti |

## Premi e nomination
| Anno | Premiazione                                   | Categoria                   | Opera nominata | Risultato       | Note   |
| ---- | --------------------------------------------- | --------------------------- | -------------- | --------------- | ------ |
| 2016 | Ventiquattresimi Shanghai Film Critics Awards | Migliore Attrice Esordiente | The Left Ear   | Candidato/a     | [ 30 ] |
| 2018 | iFeng Fashion Choice Awards                   | Icona Popolare              |                | Vincitore/trice | [ 31 ] |